# Acrolophus quadrellus
Acrolophus quadrellus is een vlinder uit de familie van de echte motten (Tineidae). De wetenschappelijke naam van de soort is voor het eerst geldig gepubliceerd in 1913 door William Barnes & James Halliday McDunnough.

## Verspreiding
Komt voor in Noord-Amerika.
Een mannetje en vrouwtje zijn verzameld in de buurt van Palmerlee, Arizona, verzamelaar: William Barnes. Op 15 Juni 2016 vingen B. Patterson, en J. Pelham een Acrolophus quadrellus in het noorden van Mexico.

## Spanwijdte
♂ 25 mm.
♀ 28 mm.